# Джерси-Сити
Дже́рси-Си́ти (англ. Jersey City) — город и окружной центр округа Хадсон, расположенный в штате Нью-Джерси (США), с населением 292 449 человек, по статистическим данным переписи 2020 года. Второй по численности населения город штата Нью-Джерси после Ньюарка.

## История
Первые европейцы высадились на месте нынешнего города в 1609 году. Это была экспедиция английского мореплавателя Генри Хадсона. Датой основания города считается 22 ноября 1630 года. 22 февраля 1838 года Джерси-Сити был инкорпорирован со статусом city.

## География
По данным Бюро переписи населения США Джерси-Сити имеет общую площадь в 54,596 квадратных километров, из которых 38,316 кв. километров занимает земля и 16,281 кв. километров — вода. Площадь водных ресурсов составляет 29,82 % от всей его площади.
Центр Джерси-Сити расположен на высоте 8 метров над уровнем моря.
Расположен в северной части штата на западном берегу реки Гудзон. Входит в состав Нью-Йоркской агломерации.

## Демография
По данным переписи населения 2010 года в Джерси-Сити проживало 247 597 человек, 57 631 семей, насчитывалось 96 859 домашних хозяйств и 108 720 жилых домов.
Средняя плотность населения составляла около 6462 человека на один квадратный километр.
Расовый состав Джерси-Сити по данным переписи распределился следующим образом: 32,67 % (80 885) — белых, 25,85 % (64 002) — чёрных или афроамериканцев, 0,51 % (1272) — коренных американцев, 23,67 % (58 595) — азиатов, 0,07 % (161) — выходцев с тихоокеанских островов, 4,42 % (10 956) — представителей смешанных рас, 12,81 % (31 726) — других народностей. Испаноязычные или латиноамериканцы составили 27,57 % (68 256) от всех жителей.
Из 96 859 домашних хозяйств в 27,3 % — воспитывали детей в возрасте до 18 лет, 35,5 % представляли собой совместно проживающие супружеские пары, в 18,2 % семей женщины проживали без мужей, 40,5 % не имели семей. 30,2 % от общего числа семей на момент переписи жили самостоятельно, при этом 7 % составили одинокие пожилые люди в возрасте 65 лет и старше. Средний размер домашнего хозяйства составил 2,53 человек, а средний размер семьи — 3,2 человек.
Население по возрастному диапазону по данным переписи 2010 года распределилось следующим образом: 21,1 % — жители младше 18 лет, 10 % — от 18 до 24 лет, 37,6 % — от 25 до 44 лет, 22,2 % — от 45 до 64 лет и 9 % — в возрасте 65 лет и старше. Средний возраст жителей составил 33,2 года. На каждые 100 женщин в Джерси-Сити приходилось 97,6 мужчин, при этом на каждые сто женщин 18 лет и старше приходилось 96 мужчин также старше 18 лет.

## Архитектура
В городе расположены несколько небоскрёбов: самый высокий из них — 30 Hudson Street (238 метров).
Также в городе расположен Театр Стэнли — памятник истории и архитектуры 1920-х годов постройки.

## Достопримечательности
- Часы Colgate (диаметр более 15 метров, работают с 1924 года)

- 30 Hudson Street
- Часы Colgate

## Города-побратимы
- Лиссабон, Португалия
- Куско, Перу
- Овьедо, Испания